# Grammaire franc-comtoise
La grammaire du dialecte franc-comtois est l'étude des éléments morphologiques de la langue franc-comtoise.

## Verbes

### Premier groupe: verbes dont l’infinitif se termine par «-aie»
Verbe type : tchaintaie (chanter)
|             | Participe présent | Infinitif      | Participe passé |
|             | tchaint-aint      | tchaintaie     | tchaint-è       |
|             | Présent           | Imparfait      | Futur           |
| 1PS : I     | tchaint-e         | tchaint-ôs     | tchaint-raî     |
| 2PS : Te/T’ | tchaint-es        | tchaint-ôs     | tchaint-rés     |
| 3PS : È/Èl  | tchaint-e         | tchaint-ait    | tchaint-ré      |
| 1PP : Nôs   | tchaint-ans       | tchaint-ïns    | tchaint-rains   |
| 2PP : Vôs   | tchaint-èz        | tchaint-ïns    | tchaint-rèz     |
| 3PP : Ès    | tchaint-ant       | tchaint-ïnt    | tchaint-raint   |
|             | Passé simple      | Passé composé  | Conditionnel    |
| 1PS : I     | tchaint-é         | aî tchaint-è   | tchaint-rôs     |
| 2PS : Te/T’ | tchaint-és        | és tchaint-è   | tchaint-rôs     |
| 3PS : È/Èl  | tchaint-é         | é tchaint-è    | tchaint-rait    |
| 1PP : Nôs   | tchaint-ainnes    | ains tchaint-è | tchaint-rïns    |
| 2PP : Vôs   | tchaint-ètes      | èz tchaint-è   | tchaint-rïns    |
| 3PP : Ès    | tchaint-ainnent   | aint tchaint-è | tchaint-rïnt    |

Tous les verbes dont l’infinitif se termine par -aie se conjuguent ainsi, à l’exception des verbes allaie (aller), rallaie (aller de nouveau) et vœulaie (vouloir). Pour ces trois verbes, voir le groupe des verbes irréguliers.

### Deuxième groupe: verbes dont l’infinitif se termine par «-ie»
Verbe type : dainsie (danser)
|             | Participe présent | Infinitif     | Participe passé |
|             | dains-aint        | dainsie       | dains-ie        |
|             | Présent           | Imparfait     | Futur           |
| 1PS : I     | dains-e           | dains-ôs      | dains-raî       |
| 2PS : Te/T’ | dains-es          | dains-ôs      | dains-rés       |
| 3PS : È/Èl  | dains-e           | dains-ait     | dains-ré        |
| 1PP : Nôs   | dains-ans         | dains-ïns     | dains-rains     |
| 2PP : Vôs   | dains-ies         | dains-ïns     | dains-rèz       |
| 3PP : Ès    | dains-ant         | dains-ïnt     | dains-aint      |
|             | Passé simple      | Passé composé | Conditionnel    |
| 1PS : I     | dains-é           | aî dains-ie   | dains-rôs       |
| 2PS : Te/T’ | dains-és          | és dains-ie   | dains-rôs       |
| 3PS : È/Èl  | dains-é           | é dains-ie    | dains-rait      |
| 1PP : Nôs   | dains-ainnes      | ains dains-ie | dains-rïns      |
| 2PP : Vôs   | dains-ètes        | èz dains-ie   | dains-rïns      |
| 3PP : Ès    | dains-ainnent     | aint dains-ie | dains-rïnt      |

Tous les verbes dont l’infinitif se par -ie se conjuguent ainsi, à l’exception des verbe envie (envoyer/envier) et vétçhie (vivre). Pour ces deux verbes, voir le groupe des verbes irréguliers.

### Troisième groupe: verbes qui se terminent à l’infinitif par « -i » et qui se conjuguent comme le verbe « mairtchi »
Verbe type : mairtchi (marcher)
|             | Participe présent | Infinitif      | Participe passé |
|             | mairtch-aint      | mairtchi       | mairtch-i       |
|             | Présent           | Imparfait      | Futur           |
| 1PS : I     | mairtch-e         | mairtch-ôs     | mairtch-raî     |
| 2PS : Te/T’ | mairtch-es        | mairtch-ôs     | mairtch-rés     |
| 3PS : È/Èl  | mairtch-e         | mairtch-ait    | mairtch-ré      |
| 1PP : Nôs   | mairtch-ans       | mairtch-ïns    | mairtch-rains   |
| 2PP : Vôs   | mairtch-ites      | mairtch-ïns    | mairtch-rèz     |
| 3PP : Ès    | mairtch-ant       | mairtch-ïnt    | mairtch-raint   |
|             | Passé simple      | Passé composé  | Conditionnel    |
| 1PS : I     | mairtch-é         | aî mairtch-i   | mairtch-rôs     |
| 2PS : Te/T’ | mairtch-és        | és mairtch-i   | mairtch-rôs     |
| 3PS : È/Èl  | mairtch-é         | é mairtch-i    | mairtch-rait    |
| 1PP : Nôs   | mairtch-ainnes    | ains mairtch-i | mairtch-rïns    |
| 2PP : Vôs   | mairtch-ètes      | èz mairtch-i   | mairtch-rïns    |
| 3PP : Ès    | mairtch-ainnent   | aint mairtch-i | mairtch-rïnt    |

Verbes se conjuguant comme mairtchi :
- aiffâti : avoir besoin
- aimoubyi, aimeubyi : ameubler
- ainégi : mater, corriger, vaincre
- aippâjainti, aippoéjainti, aippoisainti : appesantir
- aissâti (aissâtaie) : assaillir
- aisseinti : éprouver
- aissenti : assentir
- aissevi : achever
- aissoûebi : assommer
- aivreutchi (aivritaie) : abriter
- aiyeudgi : étourdir

- biassi : blesser, blettir
- boudgi : bouger
- boûetchi : boucher, fermer, couvrir

- catchi : cacher)
- ch’coéri, s’coéri, s’couéri : secourir, aider
- coeurvi, crevi : couvrir
- concoéri : concourir
- craimpi : crépir

- déboétchi, déboûetchi : déboucher, désobstruer
- découtri : démêler (surtout les cheveux)
- décreuvi, détieuvri, détçhrevi : découvrir
- dégraichi : dégraisser
- désemboûetchi : désentortiller, démêler
- détchairpi : démêler
- dgétçhi : avouer, reconnaitre
- dichpotchi : séparer, disperser

- ébieûgi : égarer, perdre
- éçhairi, éçhéri : éclaircir, éclairer, clarifier
- échôri : essorer, aérer du linge
- écoétchi : écourter
- écreûtchi : écraser
- égroûechi : ébaucher
- éloûedgi : assommer, étourdir
- emboétchi, emboéti (embouti) : emboutir
- emmairri : empêcher
- émotchi : émousser
- empétri : empêtrer, embarrasser, emmêler, enchevêtrer
- empouli (empoulaie) : mettre en perce
- encoutri : emmêler, embrouiller (laine, cheveux)
- endjoqui (endjoquaie) : percher, rester accroché
- enftchi, enfeutchi) : persister
- engréchi (engraichie) : engraisser
- enraidgi, enroidgi : enrager, être furieux
- entchairpie : emmêler (laine, cheveux)
- entreûvri (entreûvie) : entrouvrir
- envôti : envouter, entourer
- épièti : avancer dans son travail
- étcheuni : éreinter
- étçhiemeni : excommunier
- eûffri (eûffie) : offrir
- eûvri (eûvie) : ouvrir, épanouir

- fretchi, frétchi (fretchaie) : fouler l’herbe, chiffonner
- (se) futi : (se) garer

- mairtchi : marcher
- meuri : mourir, agoniser, succomber

- paichi, poichi : partager
- paircôri : parcourir

- raiptéchi : rapetisser
- raissenédi : rasséréner, apaiser
- r’boûetchi : reboucher, recouvrir
- r’catchi, recoitchi : recacher
- r’côri, recoéri : recourir
- réchôri : essorer
- récremi : redoubler
- redjandri : rabattre
- rengraichi : rengraisser
- rentieuni, rentieunyi, retieuni, retieunyi : sentir le remugle, le relent
- ressairci : repriser
- retieuvri (r’tçhevie) : recouvrir, reboucher
- retoutchi, r’toutchi : retoucher, corriger
- reûchi : raviner
- reûvri (reûvie) : rouvrir
- r’sairci : repriser

- satchi, soitchi : sécher
- s’coéri, s’couéri, ch’coéri : secourir, aider
- seûffri : souffrir, endurer, tolérer, permettre

- taiteni, tait’ni, tâteni : tâter, tâtonner, tatillonner, palper
- tçhevri, tieuvri : couvrir
- terbi, traibi, trebi : émotionner, intimider, épouvanter
- totchi, toutchi, touétchi : toucher

### Quatrième groupe: verbes qui se terminent à l’infinitif par « -i » et qui se conjuguent comme le verbe « feuni »
Verbe type : feuni (fournir)
|             | Participe présent | Infinitif     | Participe passé |
|             | feun-échaint      | feuni         | feun-i          |
|             | Présent           | Imparfait     | Futur           |
| 1PS : I     | feun-âs           | feun-échôs    | feun-iraî       |
| 2PS : Te/T’ | feun-âs           | feun-échôs    | feun-irés       |
| 3PS : È/Èl  | feun-ât           | feun-échait   | feun-iré        |
| 1PP : Nôs   | feun-échans       | feun-échïns   | feun-irains     |
| 2PP : Vôs   | feun-âtes         | feun-échïns   | feun-irèz       |
| 3PP : Ès    | feun-échant       | feun-échïnt   | feun-iraint     |
|             | Passé simple      | Passé composé | Conditionnel    |
| 1PS : I     | feun-éché         | aî feun-i     | feun-irôs       |
| 2PS : Te/T’ | feun-échés        | és feun-i     | feun-irôs       |
| 3PS : È/Èl  | feun-éché         | é feun-i      | feun-irait      |
| 1PP : Nôs   | feun-échainnes    | ains feun-i   | feun-irïns      |
| 2PP : Vôs   | feun-échètes      | èz feun-i     | feun-irïns      |
| 3PP : Ès    | feun-échainnent   | aint feun-i   | feun-irïnt      |

Verbes se conjuguant comme feuni :
- âdgi : agir
- aibéti : abêtir
- aiboinni : abonnir
- aibôli : abolir, détruire, supprimer
- aiboûetchi : aboucher, réunir, s'aboucher
- aibouti : aboutir
- (s’)aibruti : (s’)abrutir
- aiccompyi : accomplir, achever, terminer
- aiccouétchi : accourcir
- (s’)aiccreupi : (s’)accroupir
- aiçhaili : affaiblir
- aiçhaiti : amadouer, flatter
- aidgi : agir, faire, produire
- aidgi, aidji (oédgi) : ourdir
- aidouci : adoucir
- aidyierri : aguerrir
- aifetchi : avertir
- aiffraintchi : affranchir
- aigranti : agrandir
- ailédi : dégouter, répugner
- aillédgi : alléger
- aillétyi : allaiter
- ailoûedgi : alourdir
- aimètti : affamer, assoiffer
- aimeurti : amortir
- aimïnci : amincir
- aimoéhli (aimoéhlaie) : amollir
- aimotchi (aimotchie) : meurtir
- aimoûetchi : meurtrir
- ainôbyi : anoblir
- aipiainni : aplanir
- aipiaiti : aplatir
- aippiâdgi : approuver

### Cinquième groupe: verbes irréguliers
Considérons par exemple le verbe çhoûere (fermer)
- Infinitif : çhoûere
- Participe présent : çhoûejaint
- Participe passé : çhoûeju

L’infinitif est séparé en deux parties : la première est appelée le radical de l’infinitif, et la deuxième la terminaison de l’infinitif.
Une même séparation est faite avec le participe présent.
Reprenons le verbe çhoûere :
- çhoûe est le radical de l’infinitif
- re est la terminaison de l’infinitif
- choûej est le radical du participe présent
- aint est la terminaison du participe présent

Ces séparations permettent de dégager, à quelques exceptions près, une certaine régularité dans la conjugaison des verbes irréguliers, régularité qui est exposée au point (b) suivant.
b) Le tableau (B5,1), permet alors, à certaines expressions près, de conjuguer les verbes irréguliers
- à la première personne du pluriel de l’indicatif présent, nôs « radical » du participe présent + ans
  - dans l'exemple : nôs choûejans
- à la troisième personne du pluriel de l'indicatif présent, ès « radical » du participe présent + ant
  - dans l'exemple : ès çhoûejant
- à l'imparfait,
  - pronom personnel radical du participe présent + terminaison
  - dans l'exemple : i çhoûejôs
  - te çhoûejôs
  - è çhoûejait
  - nôs çhoûejïns, etc.
- au futur simple,
  - pronom personnel « radical » du participe présent + terminaison
  - dans l'exemple : i çhoûejé
  - te çhoûejés
  - è çhoûejé
  - nôs çhoûejainnes, etc.
- au passé simple,
  - pronom personnel « radical » du participe présent + terminaison
  - dans l'exemple : i çhoûejé
  - te çhoûejés
  - è çhoûejé
  - nôs çhoûejainnes, etc.
- au passé composé,
  - pronom personnel « radical » du participe présent + terminaison
  - dans l'exemple : i aî çhoûeju
  - t'és çhoûeju
  - èl é çhoûeju
  - nôs ains çhoûeju, etc.
- au conditionnel présent,
  - pronom personnel « radical » de l’infinitif + terminaison
  - dans l'exemple : i çhoûerôs
  - te çhoûerôs
  - è çhoûerait
  - nôs çhoûerïns, etc.

c) Les 1re, 2e et 3e personnes du singulier de l'indicatif présent ainsi que la 2e personne du pluriel de l'indicatif présent sont indiquées pour tous les verbes irréguliers, sauf bien sûr pour les verbes impersonnels (ceux-ci sont d'ailleurs conjugués intégralement dans B5,3).
- Dans l'exemple :
  - i çhoûe
  - te çhoûes
  - è çhoûe
  - nôs çhoûejans (d'après B5,1)
  - vôs çhoûetes
  - ès çhoûejant (d'après B5,1)

d) Toute exception à la régularité signalée au point (b) est indiquée dans la liste des verbe types B5,3.
- Considérons par exemple le verbe allaie (aller)

Indicatif présent
i vais
te vais